# Space western
Space western (lze přeložit jako vesmírný western) je subžánr science fiction, vyskytující se převážně ve filmu a televizi, který přenáší témata westernu (kovbojové, apod.) do prostředí typických pro sci-fi, tedy dalekého vesmíru. Podobným subžánrem je science fiction western (sci-fi western), který naopak ukazuje sci-fi prvky v prostředí amerického westernu.
V literatuře patří mezi příklady s prvky space westernu romány Dost času na lásku Roberta A. Heinleina, Girl in Landscape Jonathana Lethama a A Princess of Mars Edgara Rice Burroughse, ve filmu Duchové Marsu (2001), Outland (1981), Sador, vládce vesmíru (1980), Serenity (2005), série Star Wars, Vesmírní kovbojové (2000), v televizi seriály Defiance, Firefly, Vesmírní jezdci či anime Kovboj Bebop.